# Maciej Rosołek
Maciej Rosołek (Siedlce, 2 settembre 2001) è un calciatore polacco, attaccante del Piast Gliwice.

## Carriera

### Club
Cresciuto nel settore giovanile del Legia Varsavia, ha esordito in prima squadra il 19 ottobre 2019 disputando l'incontro di Ekstraklasa vinto 2-1 contro il Lech Poznań.

### Nazionale
Ha giocato varie partite con le nazionali giovanili polacche, dall'Under-15 fino all'Under-21.

## Statistiche

### Presenze e reti nei club
Statistiche aggiornate al 4 febbraio 2022.
| Stagione        | Squadra         | Campionato      | Campionato | Campionato | Coppe nazionali | Coppe nazionali | Coppe nazionali | Coppe continentali | Coppe continentali | Coppe continentali | Altre coppe | Altre coppe | Altre coppe | Totale | Totale |
| Stagione        | Squadra         | Comp            | Pres       | Reti       | Comp            | Pres            | Reti            | Comp               | Pres               | Reti               | Comp        | Pres        | Reti        | Pres   | Reti   |
| --------------- | --------------- | --------------- | ---------- | ---------- | --------------- | --------------- | --------------- | ------------------ | ------------------ | ------------------ | ----------- | ----------- | ----------- | ------ | ------ |
| 2019-2020       | Legia Varsavia  | EK              | 14         | 3          | CP              | 1               | 0               | UEL                | 0                  | 0                  |             | -           | -           | 15     | 3      |
| 2020-gen. 2021  | Legia Varsavia  | EK              | 8          | 0          | CP              | 1               | 3               | UCL+UEL            | 2+0                | 0                  |             | -           | -           | 11     | 3      |
| gen.-giu. 2021  | Arka Gdynia     | 1L              | 17         | 10         | CP              | 4               | 1               |                    | -                  | -                  |             | -           | -           | 21     | 11     |
| lug.-set. 2021  | Legia Varsavia  | EK              | 2          | 0          | CP              | 0               | 0               | UCL+UEL            | 0+1                | -                  |             | -           | -           | 3      | 0      |
| set.-dic. 2021  | Arka Gdynia     | 1L              | 14         | 1          | CP              | 2               | 0               |                    | -                  | -                  |             | -           | -           | 16     | 1      |
| gen.-giu. 2022  | Legia Varsavia  | EK              | 1          | 1          | CP              | 0               | 0               |                    | -                  | -                  |             | -           | -           | 1      | 1      |
| Totale carriera | Totale carriera | Totale carriera | 56         | 15         |                 | 8               | 4               |                    | 3                  | 0                  |             | -           | -           | 67     | 19     |

## Palmarès

### Club

#### Competizioni nazionali
- Campionato polacco: 1

Legia Varsavia: 2019-2020
- Coppa di Polonia: 1

Legia Varsavia: 2022-2023
- Supercoppa di Polonia: 1

Legia Varsavia: 2023